# Mount Mitchell
Der Mount Mitchell im US-Bundesstaat North Carolina ist mit 2037 Metern (6684 Fuß) der höchste Berg der Appalachen und Namensgeber des gleichnamigen Parks. Nebenbei ist er der höchste Punkt östlich des Mississippi in Nordamerika und wird vom Appalachian Trail überquert.
Der Berg liegt in den Black Mountains, einer Gebirgsgruppe der Blue Ridge Mountains. Der Berg wurde nach Elisha Mitchell benannt, einem Professor an der Universität von North Carolina, welcher die Höhe des Berges 1835 bestimmte.
Die Besteigung von Mount Mitchell ist vergleichsweise leicht, seitdem eine Straße durch den Nationalpark führt. Nach einer kurzen Wanderung durch einen Wald von Koniferen erreicht man den Gipfel. Auf dem Berggipfel befinden sich eine Aussichtsplattform und die Grabstätte von Elisha Mitchell.

## Ökologie
Auf dem Berg ist die Pflanzenwelt hohen Stufen von Verschmutzung ausgesetzt, einschließlich saurem Niederschlag – Regen, Schnee, und Nebel mit sehr niedrigem pH-Wert. Diese Säuren beschädigen besonders die Fichten und Tannenbäume, zum Teil durch natürliche Metalle des Erdreiches, wie Aluminium, die freigesetzt werden. Auch laugt der saure Niederschlag wichtige Mineralien aus dem Erdreich aus. Diese Beeinflussung reduziert auch den Widerstand der Bäume und ihre Immunität gegen Insekten, wie die Fichtenläusen (siehe Blattläuse).
Während der Berg im Sommer noch zumeist üppig und grün erscheint, können viele tote Baumstämme auf Grund dieser ernsten Probleme entdeckt werden. Den Schaden zu reparieren ist eine schwierige Aufgabe, da die Schadstoffe oft aus großen Entfernungen Hunderte von Kilometern hergetragen werden.